# John Joosten
J.G.J. (John) Joosten (Heerlen, 18 juli 1959) is een Nederlands bestuurder en VVD-politicus. Sinds 9 januari 2018 is hij burgemeester van Dinkelland.

## Biografie
Hij werd geboren als zoon van een mijnwerker. Hij studeerde bedrijfskunde aan Nyenrode. Hij heeft gewerkt als consultant maar had ook leidinggevende functies in het bedrijfsleven en de publieke sector. Joosten was werkzaam bij het ministerie van Economische Zaken en daarnaast VVD-fractievoorzitter bij de Provinciale Staten van Overijssel voor hij op 9 januari 2018 burgemeester van Dinkelland werd.